# Kıvanç Tatlıtuğ
Kıvanç Tatlıtuğ (ur. 27 października 1983 w Adanie) – turecki aktor telewizyjny i filmowy, model.

## Życiorys

### Wczesne lata
Urodził się i wychował w Adanie, w południowej Turcji jako syn Erdema i Nurten Tatlıtuğ. Ma czworo rodzeństwa. Uczęszczał do prywatnej szkoły średniej Yenice Çağ Private High School, w której zdobywał sportowe sukcesy w koszykówce. Następnie po poważnej operacji serca ojca i ze względu na jego chorobę, w 1997 roku wraz ze swoją rodziną przeniósł się do Stambułu, by ojciec mógł uzyskać odpowiednie leczenie. W Stambule ukończył szkołę średnią Kalamış Lisesi'nden i należał do klubu sportowego Fenerbahçe Ülker jako amator koszykówki.

### Kariera
Dorabiał jako model. W 2002 roku otrzymał tytuł Najlepszy Model Turcji oraz Najlepszy Model Świata. Debiutował na szklanym ekranie w roli Mehmeta Sadoglu w serialu Srebro (Gümüş, 2005). Rola Behlül Haznedar w serialu Ask-i memnu (2008-2010) przyniosła mu nagrodę Złotego Motyla. Użyczył głosu Kenowi w tureckiej wersji dubbingu Toy Story 3 (2010). Popularność międzynarodową zyskał jako Kuzey Tekinoğlu w serialu Kanal D Kuzey Güney (2011-2013).

## Filmografia

### Filmy fabularne
- 2007: Amerikalılar Karadeniz'de 2 jako Muzaffer
- 2010: Toy Story 3 (Oyuncak Hikayesi 3) jako Ken (głos)
- 2013: Sen motyla (Kelebeğin Rüyası) jako Muzaffer Tayyip Uslu
- 2018: Hadi Be Oglum jako Ali
- 2019: Organize Isler: Sazan Sarmali jako Sari Saruhan

### Seriale TV
- 2005-2007: Srebro (Gümüş) jako Mehmet Şadoğlu
- 2006: Acemi Cadı
- 2007-2008: Menekşe ile Halil jako Halil Tuğlu
- 2008-2010: Aşk-ı Memnu jako Behlül Haznedar
- 2010: Ezel jako Sekiz / Ramiz Karaeski
- 2011-2013: Kuzey Güney jako Kuzey Tekinoğlu
- 2014: Imperium miłości (Kurt Seyit ve Şura) jako Kurt Seyit Eminow
- 2016-2017: Meandry uczuć (Cesur ve Güzel) jako Cesur Alemdaroğlu/Karahasanoğlu
- 2018-2019: Carpışma jako Kadir Adalı